# Titus Quartinius Saturnalis

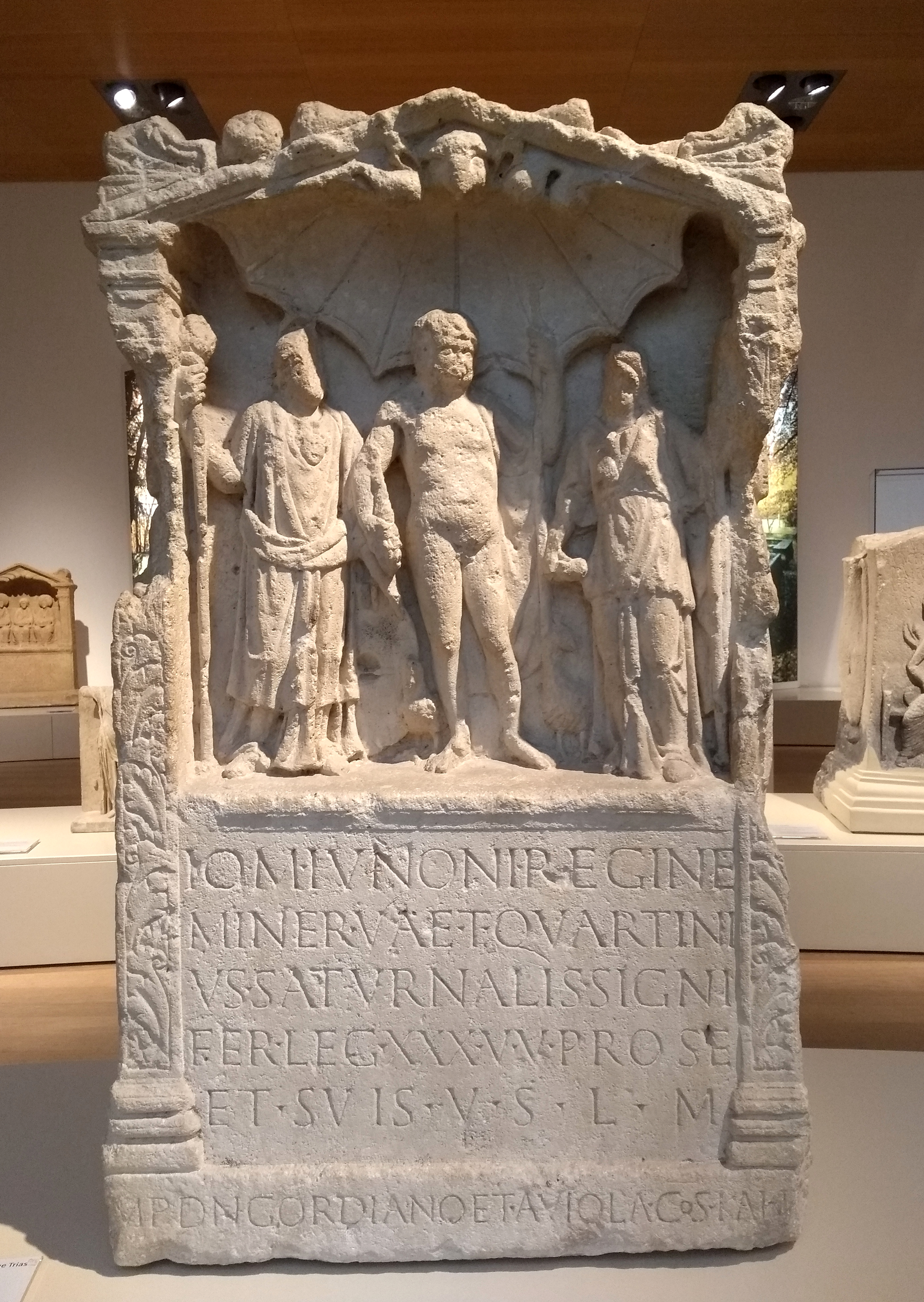
Die Inschrift

Titus Quartinius Saturnalis war ein im 3. Jahrhundert n. Chr. lebender Angehöriger der römischen Armee.
Durch eine Inschrift, die in der Colonia Ulpia Traiana gefunden wurde, ist belegt, dass Saturnalis Signifer der Legio XXX Ulpia Victrix war. Er weihte den Altar dem Iupiter Optimus Maximus, der Iuno Regina und der Minerva.
Die Inschrift ist auf den 1. Juli 239 datiert. Die Bedeutung dieses Weihedatums ist unbekannt; da kein Bezug zu Kaiser Gordian III. vorliegt, könnte möglicherweise ein truppeninterner Anlass in Frage kommen.